# Kalenderovci Gornji
Kalenderovci Gornji (en serbe cyrillique : Календеровци Горњи) est un village de Bosnie-Herzégovine. Il est situé dans la municipalité de Derventa et dans la république serbe de Bosnie. Selon les premiers résultats du recensement bosnien de 2013, il compte 393 habitants.

## Démographie

### Évolution historique de la population dans la localité
| 1948 | 1953 | 1961 | 1971 | 1981 | 1991 | 2013 |
| ---- | ---- | ---- | ---- | ---- | ---- | ---- |
| -    | -    | 620  | 579  | 544  | 512  | 393  |

|  |

### Communauté locale
En 1991, Kalenderovci Gornji faisait partie de la communauté locale de Kalenderovci qui comptait 4 351 habitants, répartis de la manière suivante :